# Петров, Юрий Владимирович (хоккеист, 1949)
Юрий Владимирович Петров (30 мая 1949 года, Красногорск, Московская область, РСФСР, СССР — 30 мая 2016 года, там же) — советский хоккеист с мячом, заслуженный мастер спорта СССР (1991), чемпион мира 1971 года.

## Биография
Начал играть в хоккей с мячом в родном Красногорске. Был лучшим бомбардиром за всю историю команды: на его счету 332 гола. Два сезона провёл в столичном «Динамо», где дважды стал чемпионом СССР.
Привлекался в сборную команду Советского Союза по хоккею с мячом, в составе которой стал чемпионом мира в 1971 году. В 1977 году входил в заявку сборной на чемпионат мира, но на турнире не сыграл.
После окончания игровой карьеры в 1985 году работал тренером в спортшколе Красногорска, в Федерации хоккея с мячом СССР (России). В 1992 году был назначен генеральным секретарем Федерации хоккея на траве России. Позже работал в «Фонде ветеранов спорта» и «Фонде содействия спорту». 
Родной брат двукратного Олимпийского чемпиона Владимира Петрова.

## Достижения
- Чемпион мира (1971, 1977)
- Чемпион СССР (1972, 1973, 1979)
- Вице-чемпион СССР (1983)
- Бронзовый призёр чемпионата СССР (1980, 1982)
- Второй призёр Кубка СССР (1983)
- Финалист Кубка европейских чемпионов (1979)

Включался в список 22 игроков сезона — 1970, 1971, 1976.